# Tropheops
Tropheops is een geslacht van straalvinnige vissen uit de familie van de cichliden (Cichlidae).

## Soorten
- Tropheops gracilior (Trewavas, 1935)
- Tropheops lucerna (Trewavas, 1935)
- Tropheops macrophthalmus (Ahl, 1926)
- Tropheops microstoma (Trewavas, 1935)
- Tropheops modestus (Johnson, 1974)
- Tropheops novemfasciatus (Regan, 1922)
- Tropheops romandi (Colombé, 1979)
- Tropheops tropheops (Regan, 1922)